# Biologisch-dynamische Landwirtschaft
Die biologisch-dynamische Landwirtschaft oder Biodynamische Landwirtschaft ist eine Feldwirtschaft, Viehwirtschaft, Saatgutproduktion und Landschaftspflege umfassende Wirtschaftsweise, die auf esoterischen Ideen Rudolf Steiners beruht, die er 1924 in einer Vortragsreihe präsentierte. Eine Besonderheit ist der Einsatz sogenannter „biodynamischer Präparate“ zur Boden- und Pflanzenbehandlung. Anthroposophisch arbeitende Landwirte gründeten 1927 in Deutschland die Verwertungsgesellschaft Demeter, heute ein Anbauverband.

Demeter Verbandslogo

## Geschichte der biologisch-dynamischen Landwirtschaft
Die biologisch-dynamische Landwirtschaft geht auf Rudolf Steiner, den Begründer der Anthroposophie, zurück. Sie versteht sich als ein Teil der anthroposophischen Bewegung. Als Gründungsdatum gilt eine Tagung im Jahr 1924 im schlesischen Koberwitz nahe Breslau, bei der Steiner eine Reihe von Vorträgen zur Landwirtschaft hielt, deren Mitschriften später als Gründungsurkunde verstanden wurden. Der Ausdruck „biologisch-dynamische Landwirtschaft“ wurde allerdings erst nach 1930 von Erhard Bartsch und Ernst Stegemann für das von Steiner angeregte Landwirtschaftskonzept gewählt.

### Vorlauf
Im Jahr 1921 wurde Steiner von einem Anthroposophen und Landwirt auf dem Klostergut Marienstein bei Göttingen, Ernst Stegemann, nach der Entwicklung neuer Kulturpflanzen gefragt, worauf Steiner Hinweise gegeben haben soll, wie sich aus Gräsern neue Getreidesorten ziehen lassen, weil „mit Ablauf des Kaliyuga alle unsere Kulturpflanzen sich erschöpfen würden“. Gleichartige Fragen zur „Degeneration der Saatgüter“ beschäftigten offenbar auch andere anthroposophische Bauern in dieser Zeit. Stegemann stellte seinen Hof 1922 anthroposophisch um und soll unmittelbar mit entsprechenden Zuchtversuchen begonnen haben. In den Sommern 1921 und 1922 wurden in Dornach landwirtschaftliche Versuche zur Pflanzenzucht, unter anderem mit Dünger aus Kuhhörnern durchgeführt. Im Januar 1922 besuchte Steiner zum ersten Mal Koberwitz. 1923 und im Frühjahr 1924 stellten Guenther Wachsmuth, Mitglied des Vorstandes der Anthroposophischen Gesellschaft, und Pfeiffer unter Steiners Aufsicht Horndungpräparate her.

### Die Tagung in Koberwitz im Juni 1924
Als Initiator der biologisch-dynamischen Landwirtschaft kann der Gutsherr Carl Wilhelm Graf von Keyserlingk (1869–1928) gelten. Im August 1922 wurde Steiner von zwei auf dem Koberwitzer Gut arbeitenden Anthroposophen, Erhard Bartsch und Immanuel Voegele, gebeten, einen Kurs zu halten. Spätestens im November 1923 sagte Steiner einigen Landwirten um den Grafen von Keyserlingk einen Vortragszyklus zu. Vor Kursbeginn wurden ihm dazu konkrete Fragen vorgelegt. Zudem wurde Steiner „eine Garantiesumme von 20.000 Mark zugesichert, damit Reisespesen und Honorare für die Künstler bezahlt werden konnten“, da ihn eine Künstlergruppe, die Eurythmievorstellungen gab, begleiten sollte.
In der Pfingstwoche 1924 trafen sich auf dem schlesischen Gut Koberwitz, nahe Breslau, des Großgrundbesitzers Carl Wilhelm Graf von Keyserlingk etwa 100 Anthroposophen, nicht alle waren Landwirte, und der gesundheitlich bereits schwer angeschlagene Steiner präsentierte in Kursen seine mehr oder weniger spontan erfundene „geisteswissenschaftliche Landwirtschaft“. Tagsüber hielt Steiner seine mündlichen Kurse. Die Vorträge für den nächsten Tag schrieb er nachts.
Der Landwirtschaftliche Kursus, der mit Vorträgen, Fragenbeantwortungen und einem Rückblick, den Steiner einige Tage nach der Koberwitzer Tagung in Dornach hielt, nahezu die gesamte Materialgrundlage seiner landwirtschaftlichen Vorstellungen bildet, fand vom 7. bis zum 16. Juni statt. Das Publikum wurde rigide an der Tür kontrolliert, Almar von Wistinghausen fungierte im Rahmen einer Schutztruppe als Steiners „Leibwächter“, und von Keyserlingk, – „die Hand in der Hosentasche auf der Pistole“ – geleitete Steiner zu den Vorträgen. Mit diesen Sicherheitsvorkehrungen wollte man Angriffen rechter Störer auf Steiner vorbeugen, wie sie sich zuvor in München zugetragen hatten. Neben diesen landwirtschaftlichen Vorträgen hielt Steiner im Rahmen der Pfingsttagung der Anthroposophischen Gesellschaft in Breslau einen Zyklus von neun Ansprachen sowie einige Einzelvorträge, darunter mehrere in Veranstaltungen für die esoterische Klasse. Ein für den 2. September 1924 bereits fest terminierter, zweiter Besuch Steiners in Koberwitz fand wegen seiner schweren Erkrankung nicht mehr statt. Steiner verstarb 1925.

### Entwurf eines alternativen Landwirtschaftskonzeptes
Steiner präsentierte in Koberwitz kein vollständiges ökologisches Landwirtschaftskonzept. Er schlug in seinen acht Vorträgen nur einige Leitlinien vor. Weil das Familienunternehmen der Keyserlingks großagrarisch strukturiert war, bildeten großagrarische Fragen und spezifische Themen, die den Landwirtschaftsbetrieb der Keyserlingks betrafen, den sozialhistorischen Kontext, wohingegen Steiner keine Fragen zur kleinbäuerlichen Betriebsführung erörterte und die Probleme der anthroposophisch orientierten Bauern mit anderen Perspektiven in den Hintergrund traten. In Steiners Vorträgen nahm das Thema Pflanzenproduktion den größten Raum ein, wobei er am häufigsten über die Düngung, insbesondere über Düngeraufbereitung in Kuhhörnern zu „geistigem Mist“, sprach und Kompost und Tierdung empfahl. Kritisch bewertet, jedoch auch verwendbar seien Stickstoff, Phosphorsäure, Kalk, Kali, Chlor und Eisen. Zudem empfahl Steiner hochtoxische Stoffe in homöopathischer Dosierung: Kieselsäure, Blei, Arsen, Quecksilber und Natron. Lediglich im letzten, dem achten Vortrag, widmete er sich auch der Tierhaltung, jedoch nur dem Aspekt der Fütterung. Für diverse landwirtschaftliche Fragen hinterließ er viele Ratschläge und Anweisungen, etwa zur Schädlingsbekämpfung. Insekten könne man z. B. bekämpfen, indem man sie verbrennt, wenn die Sonne im Zeichen des Stieres steht.  Um Mäuse-Plagen einzudämmen, empfahl Steiner, angelehnt an homöopathische Regeln, ein Mäusefell zu verbrennen und die Asche als „Pfeffer“ über die Feldern zu verstreuen, sobald Venus im Zeichen des Skorpion steht.

### Versuchsring anthroposophischer Landwirte
Basierend auf Steiners Entwurf, wurde die biodynamische Landwirtschaft von einer Gruppe anthroposophischer Landwirte weiterentwickelt. Da Graf von Keyserlingk nicht bereit war, die Methoden Steiners auf einem seiner Güter einzuführen, wurde am dritten Kurstag in Koberwitz der Versuchsring anthroposophischer Landwirte gegründet, um Steiners sehnlichsten Wunsch nach einer empirischen Bestätigung der von ihm hellseherisch begründeten anthroposophischen Landwirtschaft zu erfüllen. Keyserlingk übernahm den Vorsitz, den er 1926 zugunsten von Wachsmuth und Stegemann abgab.

### Geheimhaltung
In der Künstlerkolonie Worpswede bei Bremen befand sich eine Auskunftsstelle für biologisch-dynamische Wirtschaftsweise im Gartenbau, die vor dem Versand von Versuchsbedingungen von den Beteiligten eine vierjährige Schweigepflicht verlangte. Der Landwirtschaftliche Kurs durfte bis in die 1930er Jahre nur nach Unterzeichnung einer Verpflichtungserklärung zur Geheimhaltung lediglich leihweise ausgegeben werden. Halböffentlich waren nur die Ausgaben der Mitteilungen des Versuchsrings (1926–1929), während die Zeitschrift Demeter 1930 bis 1941 öffentlich erschien. Die Geheimhaltungsfrage war Gegenstand jahrelanger Streitigkeiten. Steiners landwirtschaftliche Vorträge wurden erstmals 1963 veröffentlicht, bis zu diesem Zeitpunkt kursierte nur eine begrenzte, nummerierte Anzahl von Kopien in anthroposophischen Kreisen, die mit dem Vermerk „Nur für den persönlichen Gebrauch“ versehen waren.

### Biodynamische Pioniere und ihre Aktivitäten in den 1920er und 1930er Jahren
Die Entwicklung der biodynamischen Landwirtschaft erfolgte überwiegend auf Gütern in den östlichen Teilen des Deutschen Reichs vor dem Zweiten Weltkrieg. Bekannte biodynamische Betriebe befanden sich in Marienstein bei Göttingen, Heynitz und Wunschwitz bei Meißen, Marienhöhe in Bad Saarow und Pilgrimshain in Schlesien. Auf den großen Gütern wurde in den 1920er und 1930er Jahren eine ökologische Landwirtschaft erfolgreich aufgebaut, indem die Vorschläge Steiners mit traditionellen und modernen landwirtschaftlichen Methoden kombiniert wurden. Der Gärtner Max Karl Schwarz (1895–1963) führte aufwendige Kompostierverfahren für die biologisch-dynamische Landwirtschaft ein. Immanuel Vögele (1897–1959) beschäftigte sich mit Düngung und bevorzugte, trotz der kritischen Anmerkungen Steiners, die Gründüngung und die Verwendung von kompostierten städtischen, organischen Abfällen. Ernst Stegemann und Immanuel Vögele beschäftigten sich mit der Züchtung von Kulturen, die an biodynamische Landwirtschaftsbedingungen angepasst wurden. Ironischerweise spielte das Schlüsselkonzept Steiners, die Farm als lebender Organismus und Individualität, während dieser Pionierzeit keine Rolle. Während man sich ausschließlich auf die biodynamischen Zubereitungen und die Düngung konzentrierte, wurden keine Versuche unternommen, um angemessene Konzepte für die Tierzucht zu entwickeln. Einen Schwerpunkt bildete die Untersuchung der biologisch-dynamischen Präparate: die Feldpräparate, bestehend aus Hornmist und Hornsilicium, sowie die Kompostpräparate, aus Schafgarbenblüten, Kamillenblüten, Brennnessel, Eichenrinde, Löwenzahnblüten und Baldrianblüten. Widersprüchliche Ergebnisse führten zu einer unterschiedlichen Verwendung der Präparate in Abhängigkeit von Pflanzenarten, Boden und Klima.
In den späten 1920er Jahren wurde die biologisch-dynamische Landwirtschaft in öffentlichen Agrar- und Wissenschaftsdebatten thematisiert. Die meisten Feldversuche und landwirtschaftlichen Vergleiche zeigten auf biodynamischen Betrieben niedrigere Erträge, aber bei einigen wurde eine höhere Lebensmittelqualität festgestellt. Bei wissenschaftlichen Experimenten konnten keine spezifischen Wirkungen der biologisch-dynamischen Zubereitungen auf die Pflanzenentwicklung, die Ausbeute oder die Qualität festgestellt werden. Die meisten Vergleichsstudien oder Feldbeobachtungen der Landwirte konnten nicht beweisen, dass biodynamische Zubereitungen irgendwelche Auswirkungen hatten, da neben der Verwendung oder Nichtverwendung der Zubereitungen auch andere Behandlungsdifferenzen wie Mineralien gegen organische Düngung eingeschlossen waren. Selbst wenn bei Versuchen unterschiedliche Ergebnisse beobachtet wurden, konnten sie nicht konkret mit biodynamischen Zubereitungen in ursächliche Verbindung gebracht werden.
Anthroposophisch arbeitende Landwirte gründeten 1927 in Deutschland die Verwertungsgesellschaft Demeter. 1932 ließ man sich den Namen für biodynamische Produkte patentieren. Der 100 Hektar große landwirtschaftliche Betrieb von Erhard Bartsch im brandenburgischen Marienhöhe bei Bad Saarow wurde zuerst von Georg Michaelis erworben und entwickelte sich zu einem Musterhof und Zentrum der Demeter.

### Zeit des Nationalsozialismus
Die biologisch-dynamische Wirtschaftsweise stieß in der Zeit des Nationalsozialismus, aufgrund der esoterischen Interessen von Führern wie Rudolf Heß und weil die damalige Autarkiepolitik von den NS-nahen Positionen anthroposophischer Landwirte gefördert wurde, für längere Zeit auf hohe Akzeptanz. Am 29. Juli 1933 wurde der Reichsverband für Biologisch-Dynamische Wirtschaftsweise in Landwirtschaft und Gartenbau e. V. gegründet, insbesondere um die eigenen Interessen bei wichtigen Partei- und Regierungsstellen zu vertreten.
Mit etwas Anschubhilfe der Nationalsozialisten waren 1933 aus den ursprünglich etwa 100 in Steiners Sinne arbeitenden landwirtschaftlichen Betrieben über 1000 entstanden. Der enge Weggefährte Steiners, Erhard Bartsch, unterhielt gute Beziehungen zu Adolf Hitlers Stellvertreter Heß und Landwirtschaftsminister Walther Darré, die die biologisch-dynamische Landwirtschaft unter ihren persönlichen Schutz stellten. Auf Bartschs Hof im brandenburgischen Marienhöhe zählten NSDAP-Funktionäre und Regierungsleute zu den regelmäßigen Gästen. Sie versorgten sich dort mit Nahrungsmitteln. Bartsch und andere anthroposophische Bauern unterrichteten ihre Methoden auf Höfen der SS.

#### Landwirtschaftliche Betriebsprüfungsstelle
Als sich Verbote in Thüringen und Württemberg abzeichneten, kam es auf Vermittlung des landwirtschaftlichen Beraters Fritz Todts, Alwin Seifert, am 18. Januar 1934 zu einer Aussprache mit Heß. Daraufhin veranlasste der Hitlerstellvertreter am 22. Januar 1934 ein Schreiben an alle Gauleiter, woraufhin die Angriffe auf die biologisch-dynamische Wirtschaftsweise deutlich zurückgingen.  Unter dem Motto „Die Weltanschauung der Deutschen Lebensreformbewegung ist der Nationalsozialismus“ wurde der Reichsverband für Biologisch-Dynamische Wirtschaftsweise 1935 kooperatives Mitglied der nationalsozialistischen Deutschen Lebensreformbewegung, und die beiden Anthroposophen Franz Dreidax und Bartsch wurden als Mitglieder im Führerrat dieser Gesellschaft aufgenommen. Trotz des Verbots der Anthroposophischen Gesellschaft im November 1935 und der Ablehnung der Anthroposophie durch das NS-Regime konnten einzelne Organisationen, die sich nur mit angewandter Anthroposophie beschäftigten, bestehen bleiben. Das Interesse einzelner Personen des nationalsozialistischen Regimes an der biologisch-dynamischen Wirtschaftsweise schloss jedoch durchgehend die Anthroposophie aus und beschränkte sich auf die Zielsetzung einer nachhaltigen Landbauweise. Zu den Zugeständnissen an das Regime gehörte die weniger häufige Erwähnung des anthroposophischen Hintergrundes. Heß drängte auf vergleichende Versuche, um das Leistungspotential der biologisch-dynamischen Wirtschaftsweise feststellen zu können. Auf seine Initiative ging ein Betriebsvergleich durch die Landwirtschaftliche Betriebsprüfungsstelle zurück. Allerdings war sein Engagement in der NS-Führung umstritten und rief Widerspruch hervor.

#### Arbeitsgemeinschaft lebensgesetzlicher Landbau
Ab der Jahreswende 1939/1940 erfuhr die biologisch-dynamische Wirtschaftsweise trotz Ablehnung des anthroposophischen Hintergrundes vorübergehend Unterstützung durch Walther Darré, der sich von dieser Art des Landbaus die Schonung der Bodenfruchtbarkeit erhoffte. Darré gefiel die Betonung einer nachhaltigen Bewirtschaftung des Bodens, die Erzeugung hochwertiger Lebensmittel. Er lehnte auch Mineraldünger und Pestizide ab. Sein Ziel war die Entwicklung eines ökologischen Landbausystems, einer lebensgesetzlichen Landbauweise, das naturwissenschaftlich fundiert sein sollte und auf die anthroposophischen Grundlagen verzichtet. Reinhard Heydrich lehnte die biologisch-dynamische Wirtschaftsweise ab, während sie sein Amtschef (SD-Inland) im Reichssicherheitshauptamt (RSHA), Otto Ohlendorf förderte. Der biodynamische Landbau stand auch in der Gunst der NS-Größen Alfred Rosenberg, Wilhelm Frick, Alfred Baeumler und Robert Ley. Martin Bormann und Hermann Göring zeigten sich interessiert.
Die nationalsozialistische Presse feierte den biologisch-dynamischen Landbau ausschweifend. Am 10. Mai 1937 schrieb der Reichslandschaftsanwalt und starke Befürworter der biodynamischen Methoden, Alwin Seifert, an Heß: „Es ist erstaunlich viel Geistesgut aus der anthroposophischen Bewegung übernommen worden, ohne die Urheber zu nennen.“. Maßgebende Beamte aus Darrés Stab engagierten sich seit langem für die biologisch-dynamische Bewirtschaftung, und kurz vor Kriegsausbruch 1939 errichtete Darré die Arbeitsgemeinschaft lebensgesetzlicher Landbau, die die biologisch-dynamische Wirtschaftsweise unter federführender anthroposophischer Beteiligung betrieb. Mitte 1941 stellte Darré fest, dass „einige Kreise in der Obersten Führung der NSDAP zu einer Bejahung der biologisch-dynamischen Wirtschaftsweise übergegangen sind“.

#### Zerschlagung des Reichsverbandes und Heß’ Düngeversuche
Nach Heß’ Flug nach Großbritannien wurde der Reichsverband für Biologisch-Dynamische Wirtschaftsweise im Zuge der Aktion gegen Geheimlehren und sogenannte Geheimwissenschaften im Juni 1941 zerschlagen. Anthroposophische Literatur wurde beschlagnahmt und einzelne Mitglieder des Reichsverbands zeitweise inhaftiert. Mit dieser Aktion war jedoch die Zusammenarbeit zwischen Biodynamikern und Nationalsozialisten nicht zu Ende, aber der Einfluss der SS auf die biodynamische Landwirtschaft wuchs. Heinrich Himmler stand ihr als Landwirt sympathisch gegenüber, lehnte jedoch ihre „sektenartige Religion“ ab. Erhard Bartsch lehrte auf den Höfen der SS. Damit bahnte er eine Zusammenarbeit mit dem SS-Wirtschafts- und Verwaltungshauptamt an. Bartsch hatte vor, den Nationalsozialismus „von innen her“ zu reformieren, und empfand ihn als kompatibel zur Anthroposophie, eine damals in Biodynamikerkreisen verbreitete Ansicht. Himmler, der wie Darré die chemisch-technische Intensivierung der Landwirtschaft skeptisch sah, ordnete noch im Juni 1941 an, Düngeversuche auch mit einer biologisch-dynamischen Variante durchzuführen. Die Versuche wurden auf landwirtschaftlichen Gütern der Deutschen Versuchsanstalt für Ernährung und Verpflegung durchgeführt, die der SS zugeordnet und 1939 gegründet worden war. Zur Versuchsanstalt gehörte auch die Heilkräuterplantage des KZ Dachau.

#### Biodynamische Heilpflanzenversuche in Konzentrationslagern
An den Versuchen im KZ Dachau war der Leiter der Heilpflanzenanlage von Weleda, der Anthroposoph Franz Lippert, beteiligt. Auch im KZ Auschwitz führte die SS Versuche mit Heilpflanzen nach biodynamischen Methoden durch. Für das Netzwerk biologisch-dynamischer Höfe bei den verschiedenen Konzentrationslagern, darunter das KZ Ravensbrück, war der Leiter des SS-Wirtschafts- und Verwaltungshauptamtes, Oswald Pohl, zuständig. Seit Kriegsbeginn waren Anthroposophen in die Gestaltung und Durchführung von Siedlungsplänen in den besetzten Ostgebieten des Deutschen Reiches involviert, und mit Erlaubnis Himmlers und unter den Auspizien der SS wurde die Mitarbeit von Biodynamikern an verschiedenen Projekten und auf enteigneten Höfen und Lehrgütern fortgesetzt. Der Chef des SS-Rasse- und Siedlungshauptamts (RuSHA), SS-Obergruppenführer Günther Pancke, favorisierte die biologisch-dynamische Landwirtschaft als einzig geeignete Bewirtschaftungsform „für die zukünftigen Wehrbauern und Bauern im Osten“. Alle SS-eigenen biologisch-dynamischen Betriebe existierten bis zum Kriegsende 1945.

### 1945 bis heute
Nach dem Zweiten Weltkrieg gingen die vormaligen Zentren der biodynamischen Landwirtschaft, die weiträumigen Gutswirtschaften in den Ostgebieten des Deutschen Reiches, verloren. 1946 wurde der Reichsverband für biologisch-dynamische Wirtschaftsweise von Josef Blockhuys, Kurt Eisele, Hans Heinze, Ernst Meyer, Nicolaus Remer, Immanuel Voegele, Kurt Willmann und Brunhild-Erika Windeck als Forschungsring für Biologisch-Dynamische Wirtschaftsweise neugegründet (Seit 1950 mit Sitz in Darmstadt). Publikationsorgan des Forschungsrings wurde die Zeitschrift Lebendige Erde, die ab 1950 erscheint. Erste Schritte wurden unternommen, um die Vermarktung – hauptsächlich über Reformhäuser – aufzubauen. 1954 wurden die Warenzeichenrechte an den Demeter-Bund übertragen und 1956 Verbands-Richtlinien erarbeitet und erlassen.
In den 1950er und 1960er Jahren wurde der Erhalt der bäuerlichen Lebenswelt zentrales Thema. Die Sicherung der ökonomischen Basis sollte durch hochwertige Produkte erreicht werden, die zu angemessenen Preisen über Erzeuger-Verbraucher-Gemeinschaften vertrieben wurden. Zeitgleich fand eine Annäherung an die wissenschaftlich fundierten Erkenntnisse der ökologischen Wirtschaftsweise statt, indem wissenschaftliche Erkenntnisse aus der biologisch orientierten Landwirtschaftsforschung integriert wurden. Dies wurde insbesondere von Nicolaus Remer (1906–2001) initiiert. Die anthroposophischen Aspekte verloren hierdurch an Bedeutung. Als Gegenreaktion auf diese naturwissenschaftliche Ausrichtung gründete sich eine Gruppe um Hellmut Finsterlin, die die esoterisch-okkulten Elemente wieder in den Vordergrund stellte und von 1975 bis 1991 die Zeitschrift Erde und Kosmos veröffentlichte. Als die ökologische Ernährung aus der Reformhaustradition von der Alternativbewegung aufgegriffen wurde, gehörten die biodynamischen Bauern – und vielleicht an vorderster Stelle – mit dazu.
In den 1980er und 1990er Jahren rückten die Themenfelder Ökologie, Umweltschutz und Nachhaltigkeit in den Mittelpunkt, und die bis dahin dominierende Thematik „Erhalt bäuerlicher Lebenswelt“ trat in den Hintergrund. Man beschäftigte sich mit dem Schlüsselkonzept, das den biologisch-dynamischen Betrieb als lebendige Wesenheit betrachtete, ihn als Betriebsorganismus und gleichzeitig als Hofindividualität definierte, wie es Rudolf Steiner in seinen Agrarvorträgen beabsichtigt hatte. Dies ging insbesondere von Nicolaus Remer und später Manfred Klett sowie Wolfgang Schaumann aus. Zudem wurde versucht, Kultursorten zu züchten, die an Bedingungen des ökologischen Landbaus angepasst waren, und es wurden Tierhaltungskonzepte entwickelt, die dem Wesen der Tiere entsprechen sollten. Viele biodynamische Projekte verbinden heute erfolgreich die landwirtschaftliche Arbeit mit sozialer Arbeit, indem sie Menschen mit Behinderungen oder psychosozialen Problemen, wie beispielsweise Drogenabhängigkeit, integrieren.
In Österreich gibt es seit 1927 den Wurzerhof in Sankt Veit an der Glan (Kärnten), bekannt als ältester bestehender Hof, der bis heute biodynamisch bewirtschaftet wird. Der österreichische Demeter-Verein wurde im April 1969 gegründet.
1930 haben die Schweizer Demeter-Pioniere Rosa und Konrad Oswald ihren Hof in Klarsreuti-Mattwil, heute Teil der Gemeinde Birwinken, auf die biologisch-dynamische Landwirtschaft umgestellt. Der Oswaldhof existiert noch heute.
In der Schweiz gibt es die organisierte biologisch-dynamische Landwirtschaft seit 1937, als Schweizer Bauern sich zum Verein für biologisch-dynamische Landwirtschaft zusammenschlossen. 1997 wurde in der Schweiz der Schweizerische Demeter-Verband gegründet. Derzeit (Stand 2016) befindet sich eine Schule für biodynamische Landwirtschaft in Rheinau im Kanton Zürich im Aufbau. Die vierjährige Ausbildung soll nach drei Jahren mit dem Eidgenössischen Fähigkeitsausweis EFZ abschließen und endet nach einem weiteren Jahr mit dem höheren Berufsausweis „Fachfrau oder Fachmann für biodynamische Landwirtschaft“.

## Verbreitung
Biodynamische Produkte können in Deutschland über den Demeter-Verband zertifiziert werden, der 1927 als Verwertungsgesellschaft Demeter gegründet wurde. Der Verein Demeter International wurde 1997 ins Leben gerufen. Er war 2016 in 60 Ländern mit einer Gesamtfläche von 161.074 Hektar vertreten. Deutschland hatte davon einen Anteil von 45,1 %.
Seit Anfang 2020 gibt es in Deutschland 1.695 landwirtschaftliche Betriebe mit einer Gesamtfläche von 93.000 ha. Für Österreich und die Schweiz wurden aktuell 231 Betriebe auf 7.164 ha bzw. 297 Betriebe auf 5.070 ha ermittelt.
Weltweit gibt es 6.396 zertifizierte landwirtschaftliche Demeter-Betriebe auf einer Fläche von 208.327 ha. Der Anteil Deutschlands beträgt hiervon 45 % bezogen auf die Anbaufläche und 27 % bezogen auf die Betriebszahl. Für Österreich und die Schweiz betragen die Anteile 3,4 % und 2,4 % flächenbezogen und 3,6 % und 4,6 % betriebsbezogen. Weltweit steht Frankreich mit 14.629 ha und 606 Betrieben an zweiter Stelle.
In Indien gab es 2006 zirka 2000 unzertifizierte biodynamisch arbeitende Farmen, und in den USA arbeiteten etwa 1000 Gemeinschaftshöfe unzertifiziert nach biologisch-dynamischen Methoden.

## Grundlagen

### Wirtschaftsweise

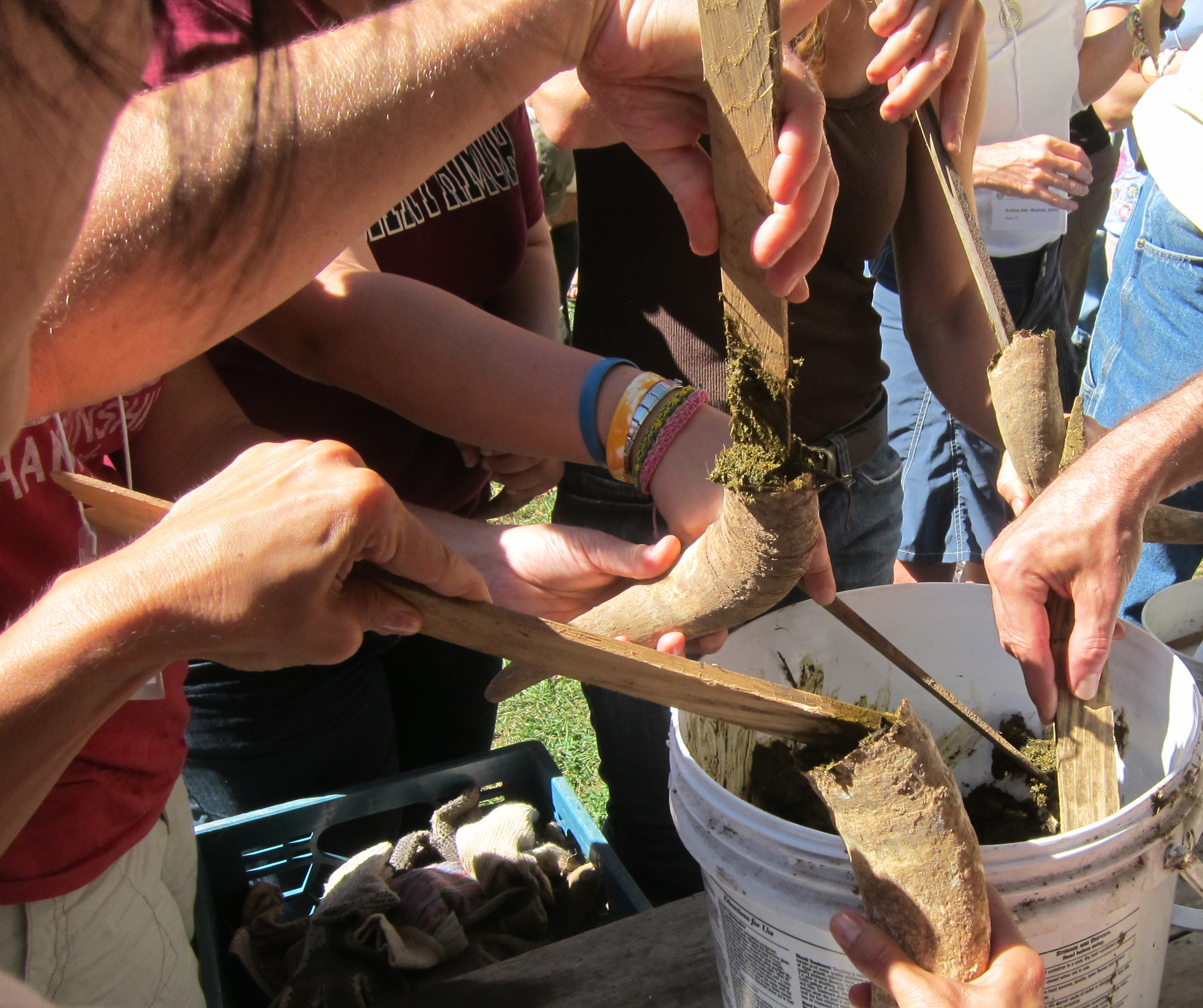
Biodynamische Praxis, Kuhhörner für die Präparateherstellung zu füllen

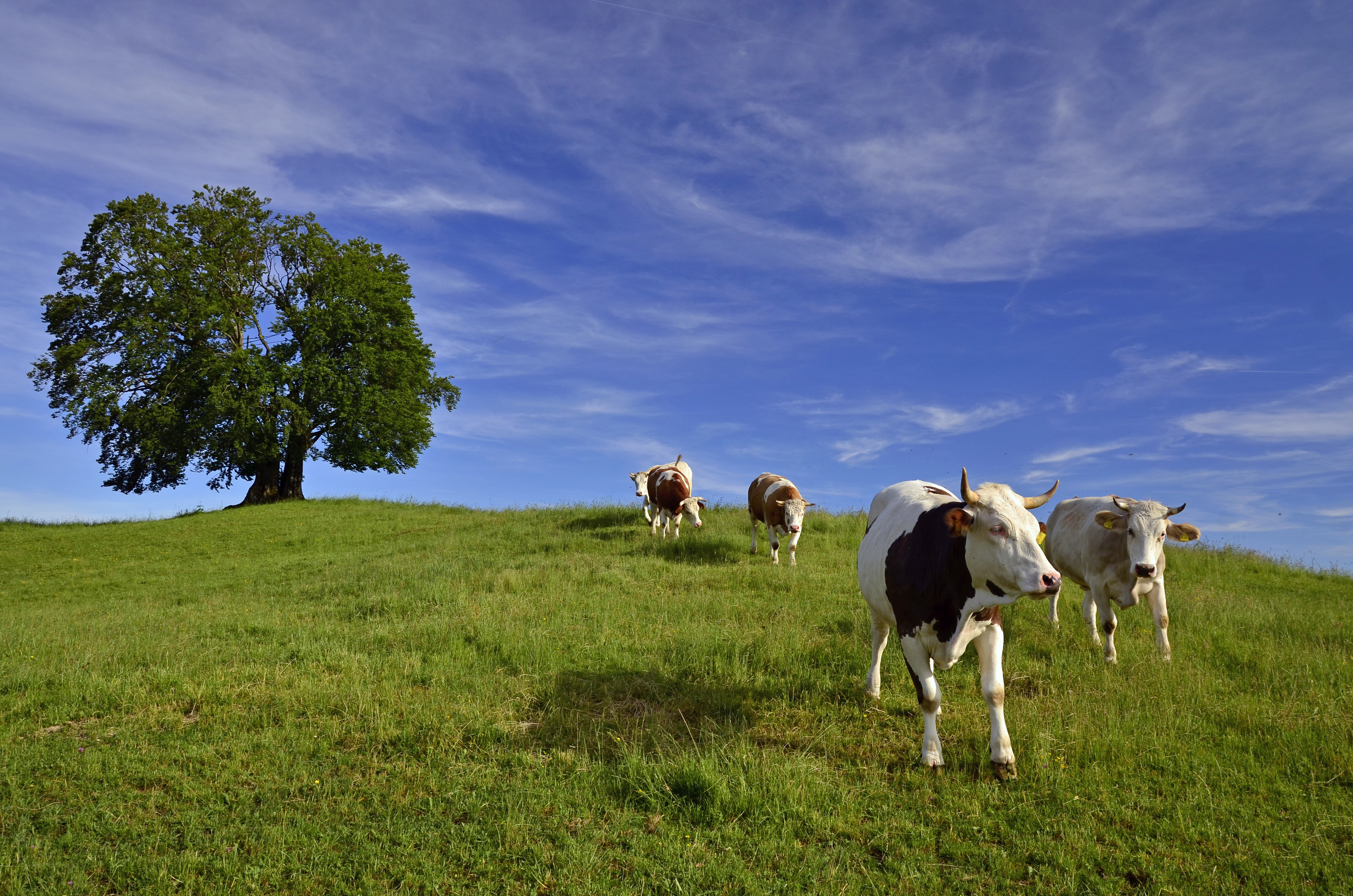
Kühe mit Hörnern

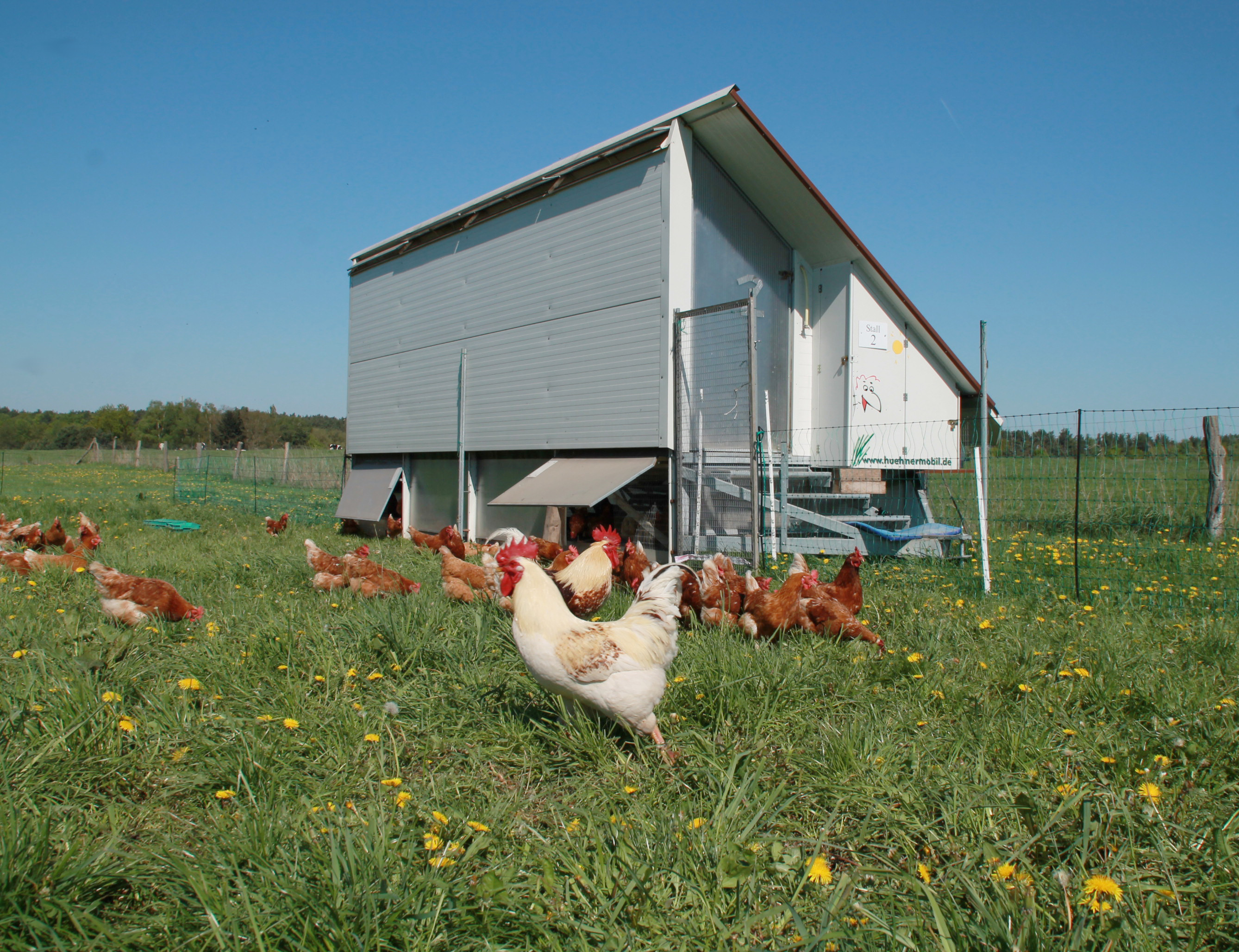
Hühnerhaltung mit mobilen Hühnerställen im Demeter-Betrieb Ökodorf Brodowin bei Chorin

Die biologisch-dynamische Wirtschaftsweise basiert auf Rudolf Steiner und hat sich eigenständig im Kontext anderer ökologischer Anbaumethoden entwickelt. Dies spiegelt sich im Betriebsgeschehen, Sozialen und Wirtschaftlichen wider. Ebenso differieren Ausdrucksweise und Begriffe, mit der diese Landwirtschaftsmethode beschrieben wird.
Ein zentraler Aspekt der biologisch-dynamischen Wirtschaftsweise ist die Betriebsindividualität. Dies bedeutet, dass jeder Hof individuell gestaltet wird, indem Standortbedingungen, Landschaft, Tiere und Menschen in das Konzept einbezogen werden. Erstrebenswert gilt ein weitgehend geschlossener Betriebskreislauf, der so wenig wie möglich auf Zufuhr von Substanzen von außerhalb angewiesen ist. In der praktischen Umsetzung hat dies bspw. zur Folge, dass der gesamte Betrieb biologisch-dynamisch organisiert ist und der Futtermittelbedarf zu einem hohen Anteil vom eigenen Hof erwirtschaftet wird. Die Betriebsindividualität wird auch als Teil der Landschaft mit ihren verschiedenen Aspekten und den in ihr lebenden Tieren verstanden. Aus der Vorstellung heraus, dass ein Gleichgewicht zwischen den Naturkräften mit der landwirtschaftlichen Produktion eng verbunden ist, werden in der Praxis geeignete Maßnahmen ergriffen, um die Biotopdichte und die Artenvielfalt des Betriebsnaturraums positiv zu beeinflussen.
Die biologisch-dynamische Landwirtschaft fasst Boden und Pflanze als Einheit auf. So werden übermäßiger Schädlingsbefall oder Pilzerkrankungen als Folge eines gestörten Gleichgewichts interpretiert. Der Boden wird, basierend auf Steiner, als entscheidender Faktor verstanden, der Stoffe in der Landwirtschaft vermittelt. Daher nehmen Maßnahmen, die sich auf die Bodenfruchtbarkeit steigernd auswirken, einen hohen Stellenwert ein. Dies beinhaltet die Art, wie Tiere gehalten und gefüttert werden, den Umgang mit dem Dung, wie z. B. die Kompostierung oder auch vielfältige Fruchtfolgen. Steiner sah Landwirtschaft tendenziell als Raubbau an den lebendigen Kräften des Bodens an. Als Ausgleich hierfür verwendet die biologisch-dynamische Landwirtschaft zusätzlich zu dem Futter-Mist-Kreislauf biodynamische Präparate, die in geringen Dosen beigesetzt werden. Ein Beispiel hierfür ist der Einsatz von Schachtelhalm bei Pilzbefall.
Die meisten biologisch-dynamischen Betriebe halten Wiederkäuer. Dem Mist der Rinder wird eine große Bedeutung für die Bodenfruchtbarkeit beigemessen. Auch sollen nach Steiner Kuhorgane in den Präparaten verarbeitet werden.
Die biologisch-dynamische Landwirtschaft hat im Hinblick auf das Tierwohl hohe Standards, was auf dem Ziel, die Integrität und natürliche Entwicklung des Nutztieres zu fördern, beruht. So ist bei Demeter-Betrieben die Enthornung von Rindern nicht gestattet, Bienen wird die Möglichkeit zum Schwärmen gegeben, auch werden Hühner in kleineren Verbänden gehalten. In einigen Betrieben wurde die mutter-, ammengebundene Kälberhaltung eingeführt. Ebenfalls nehmen bei der Pflanzenzüchtung Aspekte wie Bewahrung der Integrität der Pflanze sowie Transparenz der züchterischen Arbeit und Nahrungsmittelqualität zentralen Stellenwert ein. Eigene Züchtungen bei Gemüse und Getreide wurden vom biologisch-dynamischen Anbau entwickelt. Beispiele sind die Getreidesorte Lichtkornroggen und die Gerstensorte Pirona. Die Produktqualität wird zusätzlich zu nährenden Aspekten auch als Mittel betrachtet, die geistig-seelische Entwicklung positiv zu beeinflussen. Dies spiegelt sich in der Praxis beispielsweise in der Demeter-Richtlinie, Milch nicht zu homogenisieren, wider.

### Weltanschaulicher Überbau
Der landwirtschaftlichen Konzeption liegen Steiners sich vom „Materialismus“ abgrenzenden Vorstellungen zugrunde, die er hellseherisch legitimierte und die auch die anderen Betätigungsfelder der von ihm begründeten Anthroposophie prägen: Das agrarische Wirtschaften wollte er als Teil „geistiger“ und „kosmischer“ Wechselwirkungen verstanden wissen. Damit wollte er sich von der als „materialistisch“ verstandenen, sich auf biochemische Funktionsweisen gründenden „Agrarwirtschaft“, abgrenzen. In Steiners Denken spielten auch kosmische Interpretationen eine Rolle: Er deutete die Reproduktion von Pflanzen nicht als das Sprossen von Samen; vielmehr seien Pflanzen Abbilder des gesamten umliegenden Weltalls, bzw. kosmischer Konstellationen, wobei Kräfte der geistigen Welt am Werke seien, die in den Ergebnissen der anthroposophischen Landwirtschaft spürbar zum Tragen kämen. Steiners Landwirtschaft war, wie die anderen Gebiete der Anthroposophie, als „übersinnliche“ Geisteswissenschaft angelegt, und die Landwirte wurden angehalten, beim Meditieren „allmählich herein in ein Erleben des Stickstoffs rings um sie herum“ zu wachsen, der sich ihnen dann offenbaren würde. Daneben wurde die Landwirtschaft als Organismus angesehen, wobei der Erdboden ein mit dem menschlichen Zwerchfell vergleichbares Organ sei, während die Atmosphäre „demjenigen, was im Menschen Unterleibsorgan ist“ entspreche. Mineralstoffe hätten wie „lebende Wesen“ eine „Sehnsucht“ zu kristallisieren. Die alten Bauernregeln hielt Steiner für eine seriöse Quelle. Trotz aller Wissenschaft brauche es den bäuerlichen Instinkt, den Steiner verloren glaubte. Ein naturwissenschaftlicher Nachweis für diese Effekte konnte bisher nicht erbracht werden.

Im landwirtschaftlichen Kurs beschreibt Steiner, was später als Präparat 500 (s. u.) bezeichnet wurde:
„Nehmen wir Dünger, wie wir ihn bekommen können, stopfen wir damit ein Kuhhorn aus und geben wir in einer gewissen Tiefe – ich will sagen etwa dreiviertel bis einhalb Meter tief, wenn wir einen unten nicht zu tonigen oder zu sandigen Boden haben – das Kuhhorn in die Erde. Wir können ja einen guten Boden dazu, der nicht sandig ist, auswählen. Sehen Sie, dadurch, dass wir nun das Kuhhorn mit seinem Mistinhalt eingegraben haben, dadurch konservieren wir im Kuhhorn drinnen die Kräfte, die das Kuhhorn gewohnt war, in der Kuh selber auszuüben, nämlich rückzustrahlen dasjenige, was Belebendes und Astralisches ist. Dadurch, dass das Kuhhorn äußerlich von der Erde umgeben ist, strahlen alle Strahlen in seine innere Höhlung hinein, die im Sinne der Ätherisierung und Astralisierung gehen. Und es wird der Mistinhalt des Kuhhorns mit diesen Kräften, die nun dadurch alles heranziehen aus der umliegenden Erde, was belebend und ätherisch ist, es wird der ganze Inhalt des Kuhhorns den ganzen Winter hindurch, wo die Erde also am meisten belebt ist, innerlich belebt. Innerlich belebt ist die Erde am meisten im Winter. Das ganze Lebendige wird konserviert in diesem Mist, und man bekommt dadurch eine außerordentlich konzentrierte, belebende Düngungskraft in dem Inhalte des Kuhhorns.“

### Die biologisch-dynamischen Präparate

#### Anwendung und angebliche Wirkweise
Im Unterschied zum ökologischen Landbau werden in der „biologisch-dynamischen“ Landwirtschaft bestimmte „Präparate“ verwendet, wobei sich die anthroposophischen Landwirte „kosmische Einflüsse“ zu gewärtigen hätten, weil „der ganze Himmel mit seinen Sternen“  am Pflanzenwachstum beteiligt und jede Pflanze „immer das Abbild irgendeiner kosmischen Konstellation“ sei. Deshalb bestehe die Aufgabe der anthroposophischen Landwirte beim „Meditieren“ darin, „allmählich“ den Stickstoff in ihrer Umgebung zu erleben, um dessen „Offenbarungen“ zu erkennen, damit sie so schließlich zu „hellsehenden“ und „hellriechenden“ Landwirten würden. Daher werden Unkrautkontrolle, Aussaat bzw. Pflanzung und Ernte auf Mondphasen und Planetenpositionen abgestimmt, jedenfalls sofern der Bodenzustand das zulässt, zudem werden Empfehlungen für bestimmte Tages- und Nachtzeiten gegeben (z. B. sollen manche Anwendungen nur frühmorgens unmittelbar nach Sonnenaufgang erfolgen).
Die „Präparate“ bilden ein Hauptmerkmal der „biologisch-dynamischen“ Wirtschaftsweise. In den Demeter-Richtlinien sind sie verbindlich vorgeschrieben. Allerdings folgen hier nicht alle Demeter-Landwirte gleich konsequent den Steinerschen Ideen – ein Teil von ihnen steht der Anthroposophie weniger nahe. Es ist auch möglich, die „Präparate“ fertig zu kaufen, statt sie selbst herzustellen. Auch das Ausbringen kann sowohl zu Fuß und mit der Hand als auch über eine automatische Dosiereinrichtung am Traktor – zum Teil während ohnehin notwendiger Feldbearbeitung – erfolgen.
Die „Präparate“ sollen „ausgleichend“ wirken. Beispielsweise seien in einem sehr guten Jahr die Erträge geringer als vergleichbare Erträge aus ökologischer Wirtschaftsweise, wohingegen in einem sehr schlechten Jahr die Erträge höher ausfielen. Das Ziel der Anwendung der „Präparate“ sei also nicht die Maximierung, sondern die Verstetigung der Erträge. Im biologisch-dynamischen Sprachgebrauch wird das „Harmonisieren“ genannt.
Der anthroposophische Apotheker und Sänger Hugo Erbe entwickelte eigene „biologisch-dynamische Präparate“, die allerdings innerhalb der biologisch-dynamischen Bewegung  umstritten sind.

#### Übersicht der Präparate
Als speziell biologisch-dynamische Maßnahmen ist die Herstellung und Anwendung bestimmter Präparate gebräuchlich, die entweder den Wirtschaftsdüngern (Stallmist, Gülle, Jauche) zugesetzt werden oder in Wasser gerührt und dann auf Boden und Pflanzen gespritzt werden, um die Wirkung der irdischen Wachstumsfaktoren (zum Beispiel Nährstoffe) und der kosmischen Wachstumsfaktoren (Licht, Wärme und „Rhythmen“) sowie die Wirkungen der Anbaumaßnahmen zu verbessern.
Es gibt verschiedene Gruppen von Präparaten, jeweils für bestimmte Anwendungsgebiete: Feld- oder Spritzpräparate (Hornkiesel und Hornmist), Düngerzusatzpräparate (Schafgarben-, Kamillen-, Brennnessel-, Eichenrinde-, Löwenzahn- und Baldrianpräparat), Spezialpräparate wie Schachtelhalm-Kochung und die sogenannten Aschenpräparate zur Beikraut- und Schädlingsbekämpfung. Die Präparate sind mit einzelnen Nummern versehen und in der Herstellung und Anwendung standardisiert. Es werden folgende Präparate verwendet:
Spritzpräparate:
- Präparat 500 – Hornmist: frischer Kuhmist wird in das ausgehöhlte Horn einer toten Kuh gefüllt, dieses wird bei Vollmond in der Erde vergraben
- Präparat 501 – Hornkiesel: ein zu Pulver zermahlener Bergkristall wird in ein Kuhhorn gefüllt und im Sommer bei Neumond in der Erde vergraben

Kompostpräparate:
- Präparat 502 – Schafgarbenblüten fermentiert in einer Hirschblase: Schafgarbenblüten werden in die Blase eines toten Hirsches gefüllt und dann über den Sommer auf einem Ast aufgehängt
- Präparat 503 – Kamillenblüten im Rinderdarm präpariert: Getrocknete Kamille wird mit einem Trichter und einem Stock in Kuhinnereien gestopft und dann in einem Tontopf von Herbst bis Frühling vergraben
- Präparat 504 – Brennnessel in Erde: Die Brennnessel wird mit Erde vermischt in einer Wasserlösung biodynamisch umgerührt, erst mit dem Uhrzeigersinn und dann gegen den Uhrzeigersinn
- Präparat 505 – Eichenrinde in Haustierschädel: Ein Schädel wird mit weißer Eichenrinde gefüllt, in Blättern eingewickelt und unter Wasser vergraben
- Präparat 506 – Kamillenblüten im Rindergekröse präpariert: Aus den Blüten wird ein Ball geformt, der dann mit Gekröse umwickelt wird
- Präparat 507 – Saft oder Auszug aus den vergorenen Blüten des Baldrians

## Wissenschaftliche Einschätzung

### Wirkmechanismen
Ein prinzipielles Problem der biologisch-dynamischen Methode ist, dass sie keinerlei Angaben zum Wirkmechanismus der von ihr vorgeschriebenen Handlungen angeben kann, der im Einklang mit naturwissenschaftlichen Erkenntnissen steht; dies wird auch von Befürwortern der Methode eingeräumt. Die Methode sei geprägt durch „Spiritualität“ und postuliert „kosmische Einflüsse“, die die „Lebenskräfte“ der Pflanzen positiv beeinflussen würden. In einer Untersuchung aus dem Jahr 1994 kam Holger Kirchmann zu dem Schluss, dass Steiners Anweisungen okkult, dogmatisch und überdies ungeeignet seien, zur Entwicklung einer alternativen und nachhaltigen Landwirtschaft beizutragen. Viele von Steiners Aussagen sind unbeweisbar, da sich aus seinen Beschreibungen keinerlei wissenschaftlich klare Hypothesen ableiten ließen: So könne man beispielsweise nur schwerlich beweisen, dass man in den so erzeugten Nahrungsmitteln „kosmische Kräfte“ nutzbar gemacht habe. Die behaupteten Vorzüge der Methoden der biologisch-dynamischen Landwirtschaft lassen sich nicht wissenschaftlich nachweisen.
Steiners Methoden wurden nicht durch wissenschaftliche Methodik entwickelt, sondern durch von ihm praktiziertes Meditieren und Hellsehen. Seine spiritualistischen Methoden müssten nicht erst durch traditionelle, wissenschaftliche Tests bestätigt werden, weil er selbst sie als „wahr und korrekt“ erkannt habe, so Steiner. Aufgrund seiner Ablehnung der wissenschaftlichen Objektivität zugunsten seines subjektiven, mystischen Ansatzes können viele von Steiners biodynamischen Empfehlungen weder getestet noch nach traditionellen Methoden validiert werden. In der Praxis bedeute dies, dass jede Wirkung, die einem biodynamischen Wirtschaften zugeschrieben wird, eine Frage des Glaubens ist. Steiner habe seinen Kritikern zufolge sogar gewusst, dass er für den landwirtschaftlichen Kurs nicht die nötige Expertise besaß, habe jedoch den Erwartungen nachgegeben, als Hellseher alles wissen zu müssen.

### Vergleichsstudien
In Untersuchungen des der Anthroposophie nahestehenden Darmstädter Instituts für Biologisch-Dynamische Forschung stieg die Artenvielfalt, die Menge von Mikroorganismen und der Humusgehalt von bisher konventionell bewirtschafteten Böden nach einigen Jahren biologisch-dynamischen Anbaus signifikant an, was aber keine Rückschlüsse auf den spezifischen Beitrag der biologisch-dynamischen Methode als solcher zulässt. Vergleichbare Effekte ergeben sich auch beim Übergang von konventioneller Landwirtschaft auf nicht-biologisch-dynamische ökologische Landwirtschaft.
Einflüsse des biologisch-dynamischen Landbaus auf verschiedene Bodenparameter und der Biodiversität wurden in einer Reihe von Studien nahegelegt. Die angegebenen Belege für besondere Vorteile der biologisch-dynamischen Landwirtschaft gegenüber anderen Formen des ökologischen Landbaus in einer Reihe von Studien, sind aber umstritten.
2004 fand Linda Chalker-Scott, Garten- und Landschaftsarchitektin an der Washington State University, in einem Rezensions-Aufsatz zur biologisch-dynamischen Landwirtschaft, der die Ergebnisse zahlreicher Originalstudien zusammenfasst, in den meisten Forschungsartikeln keinen besonderen Effekt der Anwendungen von biologisch-dynamischen Präparaten. „Biodynamic“ (biologisch-dynamisch) solle nicht synonym mit „organic“ (also ökologisch i. S. v. ökologische Landwirtschaft) gebraucht werden. Chalker-Scotts Fazit lautet: „Die wissenschaftliche Überprüfung biologisch-dynamischer Präparate ist nur begrenzt möglich. Es gibt keinerlei Hinweise darauf, dass die Zusetzung dieser Präparate die Pflanzen- oder Bodenqualität in ökologisch bebauten Gebieten verbessert.“  Auch der Agrarwissenschaftler Gunter Vogt konstatierte 2007, dass es insgesamt keine überzeugenden Ergebnisse aus Grundlagenforschungen oder aus landwirtschaftlichen Beobachtungen über die Auswirkungen von biodynamischen Zubereitungen gibt, die unterschiedliche Standorte berücksichtigen und über mehrere Jahre hinweg durchgeführt wurden. In den meisten Vergleichsstudien oder Feldbeobachtungen sei es den Landwirten nicht gelungen zu beweisen, dass biologisch-dynamische Zubereitungen irgendwelche Auswirkungen hatten. Es gebe so gut wie keine wissenschaftlichen Experimente, die spezifische Wirkungen von biologisch-dynamischen Zubereitungen auf die Pflanzenentwicklung, die Ausbeute oder die Qualität zeigen.
Forschungsarbeiten des Schweizer Forschungsinstituts für biologischen Landbau (FiBL) untersuchen im sog. DOK-Versuch – biologisch-dynamisch (D), organisch-biologisch (O) und konventionell (K) – seit 1978 die Auswirkungen dieser unterschiedlichen Landwirtschaftssysteme. Das ursprüngliche Ziel war herauszufinden, ob Biolandwirtschaft als Alternative zur konventionellen Landwirtschaft ausreichende Erträge liefern kann. Zwar fielen die Erträge im Durchschnitt auch um 20 % ab, dafür ist der Energieaufwand erheblich geringer. Die Auswertung des DOK-Versuchs hat ergeben, dass bei Anwendung biologisch-dynamischer Landwirtschaft die Humusschicht besser erhalten blieb als bei den anderen beiden Formen. Die biologisch-dynamischen und die organisch-biologischen Varianten des DOK-Versuchs unterschieden sich aber neben der Anwendung der biodynamischen Präparate nach Steiner in einer ganzen Reihe von anderen Parametern – so wurde auf den mit Biolandwirtschaft genutzten Felder Gülle als Dünger verwendet, bei den biologisch-dynamischen kompostierter Mist. Daher ist die Vergleichbarkeit nicht gegeben, die DOK-Versuche sind methodisch als Test der spezifischen Wirkungen der biologisch-dynamischen Präparate nur beschränkt aussagekräftig.
Diese Nachteile in der Auswertung des DOK-Versuchs hat das FiBL durch eine weitere Versuchsreihe, der Präparate-Bodenbearbeitungsversuch Frick, adressiert, unter finanzieller Beteiligung Anthroposophie-naher Stiftungen wie der Software AG –Stiftung. Mit kompostierten Mist gedüngte Felder hatten eine größere Humusschicht, unabhängig von der Art der Bewirtschaftung. Die spezifischen, biologisch-dynamischen Präparate selbst hatten keinen Effekt.

### Produktqualität
Die Erzeuger von „Bio“-Lebensmitteln nehmen für ihre Produkte generell eine höhere Qualität in Anspruch, die sich unter anderem in höheren Gehalten an sekundären Pflanzenstoffen und ungesättigten Fettsäuren, einer besseren Haltbarkeit, einem ausgeprägten Geschmack und einer geringeren Belastung mit Schadstoffen zeige. Dafür gibt es auch empirische Hinweise. Allerdings gibt es bis heute keine Methoden, mit denen sich biologisch angebaute Produkte, oder gar speziell biologisch-dynamische, von konventionell erzeugten sicher unterscheiden ließen. Analysen der Gehalte von stabilen Isotopen, wie zum Beispiel δ15N, erlauben, genaue Herkunftsnachweise bis hin zum einzelnen Betrieb zu führen, und können den Einsatz von Kunstdünger nachweisen, sie sind allerdings zum Nachweis der Anbaumethode ungeeignet. Andere analytische Verfahren erlauben weder einzeln noch in Kombination eine sichere Ansprache von einzelnen Proben.
Viele Befürworter der biologisch-dynamischen Landwirtschaft hoffen darauf, mittels sogenannter „ganzheitlicher“ oder auch „holistischer“ Methoden, die im Umfeld der anthroposophischen Bewegung entwickelt worden sind und außerhalb von dieser selten bis nie angewendet werden, den Unterschied ihrer Produkte, oder teilweise auch von biologisch angebauten Lebensmitteln ganz generell, von anders hergestellten nachweisen zu können. Besonders im Fokus stehen dabei die sogenannten bildschaffenden Methoden, vor allem Kupferchloridkristallisation, die Rundfilter-Chromatografie und die sogenannte Steigbild-Methode. Problematisch an diesen Methoden ist, dass sie meist nur von speziell geschulten Personen qualitativ, anhand unklar definierter Kriterien wie Gestaltwahrnehmung, angewendet werden können, also keine Replikation ermöglichen.
In den vergangenen Jahrzehnten wurden verstärkt Forschungen durchgeführt, deren Ziel es ist, Verfahren wie die Kupferchloridkristallisation zu standardisieren für eine praktische Anwendbarkeit, etwa im Rahmen der ISO-Norm 11035, zu validieren.  Dazu arbeiten drei europäische Institutionen, das Louis Bolk Institute (LBI) in den Niederlanden, die Universität Kassel (Standort Witzenhausen) und die Biodynamic Research Association Denmark (BRAD), zum Teil mit weiteren Partnern, in einem langjährigen Forschungsverbund zusammen. Ein Ziel der Arbeit ist u. a., eine Erkennung mittels automatisierter Bilderfassung zu ermöglichen. Die Autoren melden dabei substantielle Erfolge, die allerdings noch nicht von unabhängigen Studien überprüft worden sind. Auch nach Meinung der Befürworter ist die Methode zumindest derzeit noch nicht zur sicheren Unterscheidung abseits künstlicher Laborumgebungen imstande. Zudem sind zahlreiche Einflussfaktoren auf die Ergebnisse zu beachten, die in schwer durchschaubarer Weise zusammenwirken.
Die auch in der medizinischen Diagnostik eingesetzte Kupferchlorid-Diagnostik war allerdings von Beginn an umstritten. Das von den Anthroposophen Ehrenfried Pfeiffer und Lili Kolisko Ende der 1920er Jahre entwickelte Testverfahren sollte zeigen, dass biodynamisches Gemüse mehr sogenannte „Lebenskraft“ besitzt als konventionell produziertes Gemüse. Hubert Rehm wies 2006 in der Zeitschrift Laborjournal darauf hin, dass der nachmalige KZ-Arzt Sigmund Rascher zu diesem Thema promovierte, er erhielt ein daran anschließendes DFG-Forschungsstipendium. Rascher veröffentlichte drei Artikel in der damals NS-nahen Münchner Medizinischen Wochenschrift mit märchenhaft positiven Ergebnissen zu dieser Kupferchlorid-Diagnostik, die einen DFG-Gutachter misstrauisch machten. Dessen Forderung nach einer unabhängigen Prüfung wurde jedoch abgewiesen, da Rascher bereits ein Protegé Heinrich Himmlers geworden war. In neuen Untersuchungen kamen die Wissenschaftler Benno Müller-Hill und Hubert Rehm unabhängig voneinander zu dem Ergebnis, dass es sich bei den Arbeiten Raschers um Wissenschaftsbetrug gehandelt haben müsse. Die Bildschaffende Methode der Kupferchloridkristallisation lasse keine Rückschlüsse auf die Qualität der Produkte zu.

## Nahestehende Konzepte
Steiners Vortragsideen und Konzepte von einer spirituell reformierten Landwirtschaft, die er quasi über Nacht in Breslau spontan niederschrieb, weisen frappierende Ähnlichkeiten und Übereinstimmungen mit den Ideen auf, die der deutsche Agrarwissenschaftler Richard Krzymowski 1919 in seiner Philosophie der Landwirtschaftslehre entworfen und veröffentlicht hat. Richard Krzymowski lehrte 1924 zufälligerweise in Breslau, also in unmittelbarer Nähe zu Koberwitz, wo Steiner 1924 seinen  Landwirtschaftlichen Kurs hielt. Auch Krzymowski sprach sich gegen die Mineraltheorie aus und forderte in der Tradition des idealistischen Denkens, Spekulation müsse mit „Erfahrung“ und „experimenteller Forschung“ verknüpft werden.
Die zentralen Gegenstandsbereiche in Steiners landwirtschaftlichen Betrachtungen waren kein Neuland; sie wurden schon seit den 1860er Jahren unter Verfechtern eines biologischen Landbaus diskutiert. Die Anthroposophie griff ihre Ergebnisse und Antworten lediglich auf. In irritierender Geschichtsvergessenheit beginnt für die Anthroposophen die Geschichte des gesamten ökologischen Landbaus erst mit Steiner in den 1920er Jahren. Gunter Vogt konnte in seinem im Jahr 2000 erschienenen Werk Entstehung und Entwicklung des ökologischen Landbaus im deutschsprachigen Raum aber aufzeigen, wie die biologisch-dynamische Landwirtschaft aus dem Pool einer landwirtschaftlichen Alternativbewegung heraus entstand. Vogt wies massive Übereinstimmungen mit wenig älteren und zeitgleichen Vorstellungen nach. Sämtliche Debatten, die sich wie bei Steiner um die Düngerfrage drehten, gehörten seit der Zeit vor dem Ersten Weltkrieg zu den Gemeinplätzen in den Diskussionen zwischen alternativen Landwirten. Deren Forderung, die Landwirtschaft „mit Pflug und Buch“ zu revolutionieren, die auch der Pionier des natürlichen Landbaus, Ewald Könemann (1899–1976), vertrat, könnte auch ein Leitmotiv von Steiners Bauern sein.

## Rezeption
In einem Artikel in der FAZ gab der Agrarwissenschaftler an der Universität Kiel, Peter Treue, 2002 im Hinblick des Einflusses des biologisch-dynamischen Landbaus auf Konzeptionen des Verbraucherministeriums zu bedenken, dass ähnliche oder gleiche Ergebnisse auch mit den Methoden des ökologischen Landbaus erzielt werden können. Weil die biologisch-dynamische Landwirtschaft als Teil einer okkulten Bewegung und der ihr zugrundeliegenden Denkweisen und Praktiken nicht wissenschaftlich, sondern magisch seien, warnte Treue vor dem Einsickern derartiger völlig irrationaler Auffassungen in wissenschaftliche Einrichtungen.
Alard von Kittlitz stellt die Frage, was hartnäckige Gegner der biologisch-dynamischen Wirtschaftsweise dazu bringt, ihr Okkultismus und schwarze Kunst vorzuwerfen, anstatt eine Haltung des Laissez-faire einzunehmen, auch unter dem Aspekt, dass Präparate wie „Brennnesselbaldrianhornkieseleichenrinde“ nicht schädlich sind. Von Kittlitz vermutet, dass manche Kritiker die „Hardcorebiobauern“ als Gegner fortschrittlichen Denkens einschätzen oder dass die niedrigeren Erträge der biologisch-dynamischen Landwirtschaft angesichts einer ansteigenden Weltbevölkerung beunruhigen. Als Hauptmotiv der Kritik sieht er allerdings die Provokation, die von „unverschämt zufriedenen“, vor sich hin lebenden Biobauern auf ihren „Bilderbuchbauernhöfen“ ausgehe, an.
Die tatsächlich beobachtbare Laissez-faire Haltung etlicher Verbraucher gegenüber der biologisch-dynamischen Landwirtschaft  wandelte sich allerdings teilweise, nachdem während der Corona-Pandemie in Demeter-Zeitschriften impfskeptische Publikationen mit okkulter Argumentationsbasis abgedruckt wurden.